# 서양 밀교
서양 밀교(西洋 密敎, 영어: Western esotericism) 또는 서양 비교(西洋 秘敎, 영어: Western mystery tradition)는 낱말의 문자 그대로의 뜻은  "서양 세계의 비밀한 또는 내적인 가르침(Secret or esoteric teachings of the Western world)"이다. 서양의 밀교는 서양 세계의 신비적 · 신비주의적 · 밀교적 지식의 총체를 일컫는 낱말이며, 또한, 서양 사회에서 발견되는, 이러한 지식을 중요시하는 여러 영적인 전통들을 총괄하여 일컫는 낱말이다.
서양의 밀교에 포함되는 것들로는 고대 이집트 · 그리스 · 로마의 신비 종교들(Mystery Religions), 피타고라스주의(Pythagoreanism), 나스티시즘(영지주의 · Gnosticism), 연금술(Alchemy), 점성술(Astrology), 마법(Magic), 신성 마법(Theurgy), 신지학(Theosophy), 헤르메스주의(Hermeticism), 카발라(Kabbalah), 허브학(약초학 · Herbalism), 장미십자회(Rosicrucianism), 프리메이슨(Freemasonry), 신이교주의(Neopaganism) 등이 있으며, 이 보다 더 많은 가르침, 인물, 단체 또는 전통들이 있다. 서양의 밀교에는 유대교 신비주의인 카발라와 기독교 신비주의(예를 들어, 야콥 뵈메)와 같이 그 기원은 동양 세계에 있지만 서양 세계에서 받아들여 사용하게 된 것들도 함께 포함된다.
서양의 밀교 전통은, "내적 지식(inner knowledge)" 또는 "앎"(그노시스)에 강조를 준다는 점 외에는, 원천이 되는 특정한 하나의 가르침이 있거나 통일된 문헌이 있지 않으며 또한 언제나 내세우는 특정한 교의가 있지도 않다. 현재 서양에서는 자신들이 위의 밀교적 전통들의 부활 또는 연속이라고 생각하며 이들 전통들의 가르침을 행하는 많은 다양한 소규모의 단체들이 있다.
헤르메스주의(Hermeticism), 서양의 헤르메스 전통(Western Hermetic Tradition), 서양 신비주의(Western mysticism), 서양의 내적 전통(Western Inner Tradition), 서양 오컬트 전통(Western occult tradition), 서양의 신비 전통(Western mystery tradition) 등과 같은 낱말은 문맥에 따라 서양의 밀교 전체를 뜻하기도 한다.

## 같이 보기
- 영지주의
- 그리뫄(Grimoire · 마법서)
- 그리스-로마의 마법(Magic in the Greco-Roman world)
- 르네상스 마법(Renaissance magic)
- 서양의 종교(Western religion)
- 헤르메스주의(Hermeticism)
- 헬레니즘 종교(Hellenistic religion)
- 밀교 (불교) · 금강승
- 요가
- 우파니샤드(오의서 · 奧義書)
- 카발라
- 연금술

## 참고 문헌
- (영어) 《The Catholic Encyclopedia》, Volume VI
- (영어) Manly P. Hall. 《The Secret Teachings Of All Ages》. ISBN 1-58542-250-9
- (영어) Frances Yates. 《The Occult Philosophy In The Elizabethen Age》.  ISBN 0-415-25409-4.
- (영어) Jay Kinney. 《The Inner West: An Introduction to the Hidden Wisdom of the West》. ISBN 1-58542-339-4.
- (영어) Heinrich Cornelius Agrippa. 《Three Books of Occult Philosophy: A Complete Edition》. ISBN 0-87542-832-0.